# Тагіров Сергій Алімагометович
Сергі́й Алімагоме́тович Тагі́ров (нар. 2 січня 1989, м. Дніпродзержинськ, СРСР) — український важкоатлет, бронзовий призер чемпіонату Європи, призер юнацького чемпіонату світу та чемпіонату Європи серед юнаків з важкої атлетики. Учасник Олімпійських ігор (2012). Майстер спорту України міжнародного класу.

## Біографія
Сергій Тагіров народився у Дніпродзержинську, де й почав робити перші кроки у важкій атлетиці.
На Олімпійських іграх 2012 у Лондоні Тагіров посів 10 місце у ваговій категорії до 105 кг, показавши доволі скромний як для себе результат — 374 кг (174+200). До показника переможця турніру, яким став Олексій Торохтій, Сергію не вистачило 38 кг.

## Досягнення
- Бронзовий призер чемпіонату Європи (1): 2012
- Срібний призер чемпіонату світу серед юнаків (1): 2009
- Бронзовий призер чемпіонату Європи серед юнаків (1): 2009
- Учасник Олімпійських ігор (1): 2012
- Майстер спорту міжнародного класу